# Forcipomyia alamatae
Forcipomyia alamatae är en tvåvingeart som beskrevs av John William Scott Macfie 1937. Forcipomyia alamatae ingår i släktet Forcipomyia och familjen svidknott.
Artens utbredningsområde är Etiopien. Inga underarter finns listade i Catalogue of Life.